# Franciszek Ksawery Wierzchleyski
Franciszek Ksawery Wierzchleyski, w pisowni uwspółcześnionej Wierzchlejski, herbu Berszten II (ur. 1 grudnia 1803 w Porębie Małej, zm. 17 kwietnia 1884 we Lwowie) – polski duchowny rzymskokatolicki, biskup diecezjalny przemyski a potem arcybiskup metropolita lwowski.

## Życiorys
Urodził się w rodzinie ziemiańskiej. Syn Pawła i Anny z Dobrzańskich. Ukończył szkołę ludową w Nowym Sączu i liceum w Tarnowie. Następnie uczył  się w Wiedeńskim Konwikcie Miejskim (1821–1825). Po ukończeniu szkoły z wynikiem celującym i uzyskaniu święceń kapłańskich w 1826 z rąk biskupa tynieckiego Grzegorza Tomasza Zieglera uzupełniał studia teologiczne w l. 1826-1828 w Wyższym Instytucie Kształcenia Księży Diecezjalnych (Frintaneum) w Wiedniu. Przygotowywał się tam do doktoratu z teologii, studia jednak przerwał.
Wykładowca z zakresu Starego i Nowego Testamentu w Instytucie Teologicznym OO. Bernardynów  w Kalwarii Zebrzydowskiej (1828–1829) i Lwowie (1829–1834). Następnie proboszcz parafii Gołogory (pow. złoczowski) i dziekan złoczowski (1834-1845). Następnie był kanonikiem kapituły lwowskiej i inspektorem szkół ludowych w diecezji lwowskiej (1845-1846).
Biskup diecezjalny przemyski w latach 1846–1860. 27 lipca 1846 został mianowany biskupem diecezjalnym diecezji przemyskiej. Sakrę biskupią przyjął 4 października 1846, a ingres do katedry odbył 8 listopada 1846. Aktywny politycznie w okresie Wiosny Ludów, był posłem na Sejm Ustawodawczy w Wiedniu i Kromieryżu (25 lipca 1848 – 7 marca 1849), wybranym z okręgu wyborczego miasto Przemyśl. W parlamencie należał do „Stowarzyszenia” skupiającego demokratycznych posłów polskich.
Arcybiskup metropolita lwowski w latach 1860–1884. 23 marca 1860 został przeniesiony na urząd arcybiskupa metropolity lwowskiego a ingres do katedry odbył 16 września 1860. W swojej diecezji wspierał rozwój szkolnictwa ludowego i seminarium duchownego. Jako wirylista był posłem do Sejmu Krajowego Galicji (1861-1884). Był prezesem Instytutu Ubogich Chrześcijan we Lwowie. Spośród hierarchów galicyjskich wyróżniał się  lojalnością wobec władz austriackich. Od 18 kwietnia 1861 do 17 kwietnia 1884 był dożywotnim członkiem austriackiej Izby Panów. Pełnił honorowe godności: asystenta tronu papieskiego, prałata domowego Jego Świątobliwości oraz hrabiego rzymskiego. Był także austriackim tajnym c.k. radcą i Kawalerem Wielkiego Krzyża Orderu Leopolda.